# Hartwall Arena

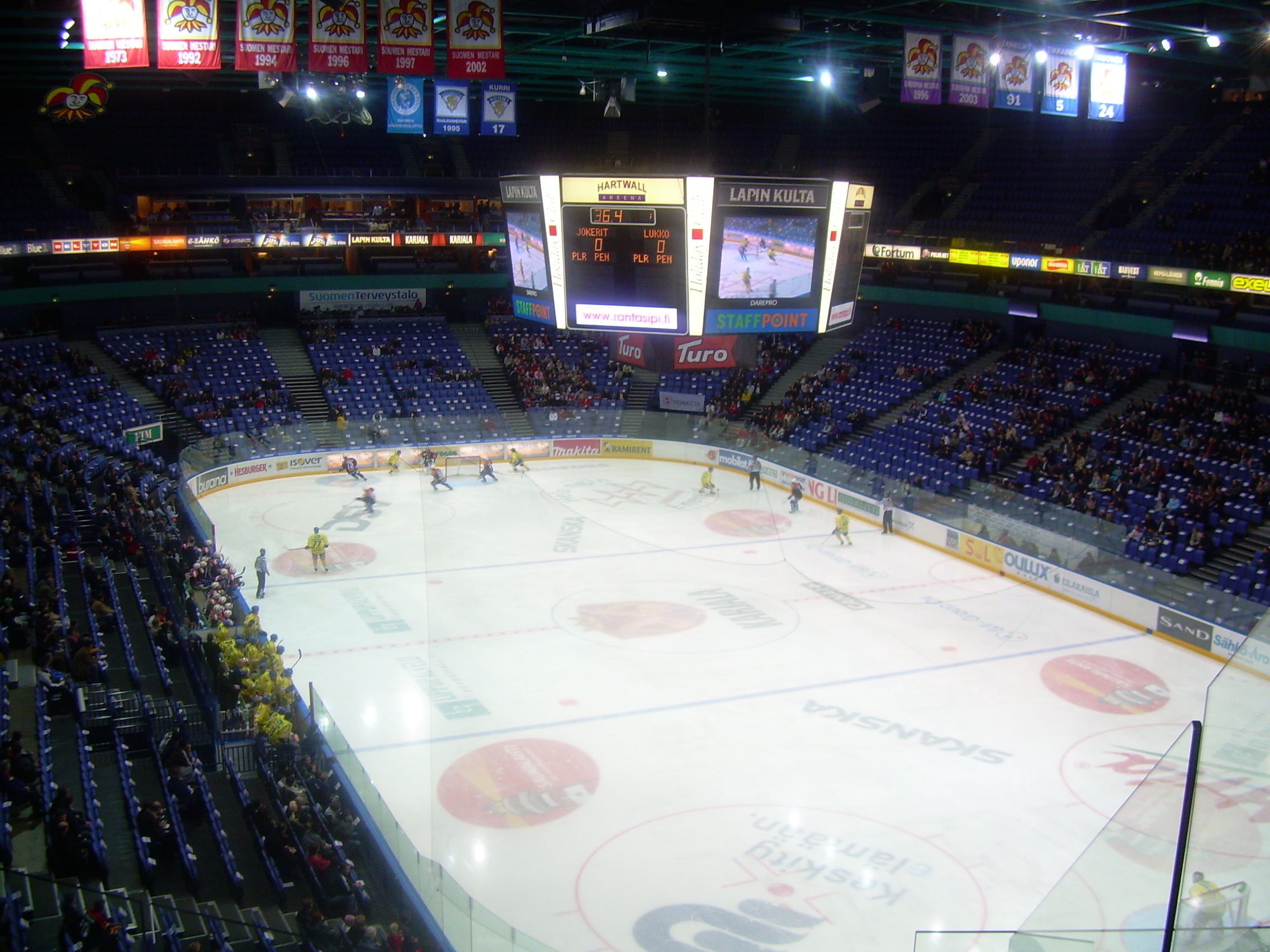
Um jogo de hóquei no Gelo na Arena Hartwall

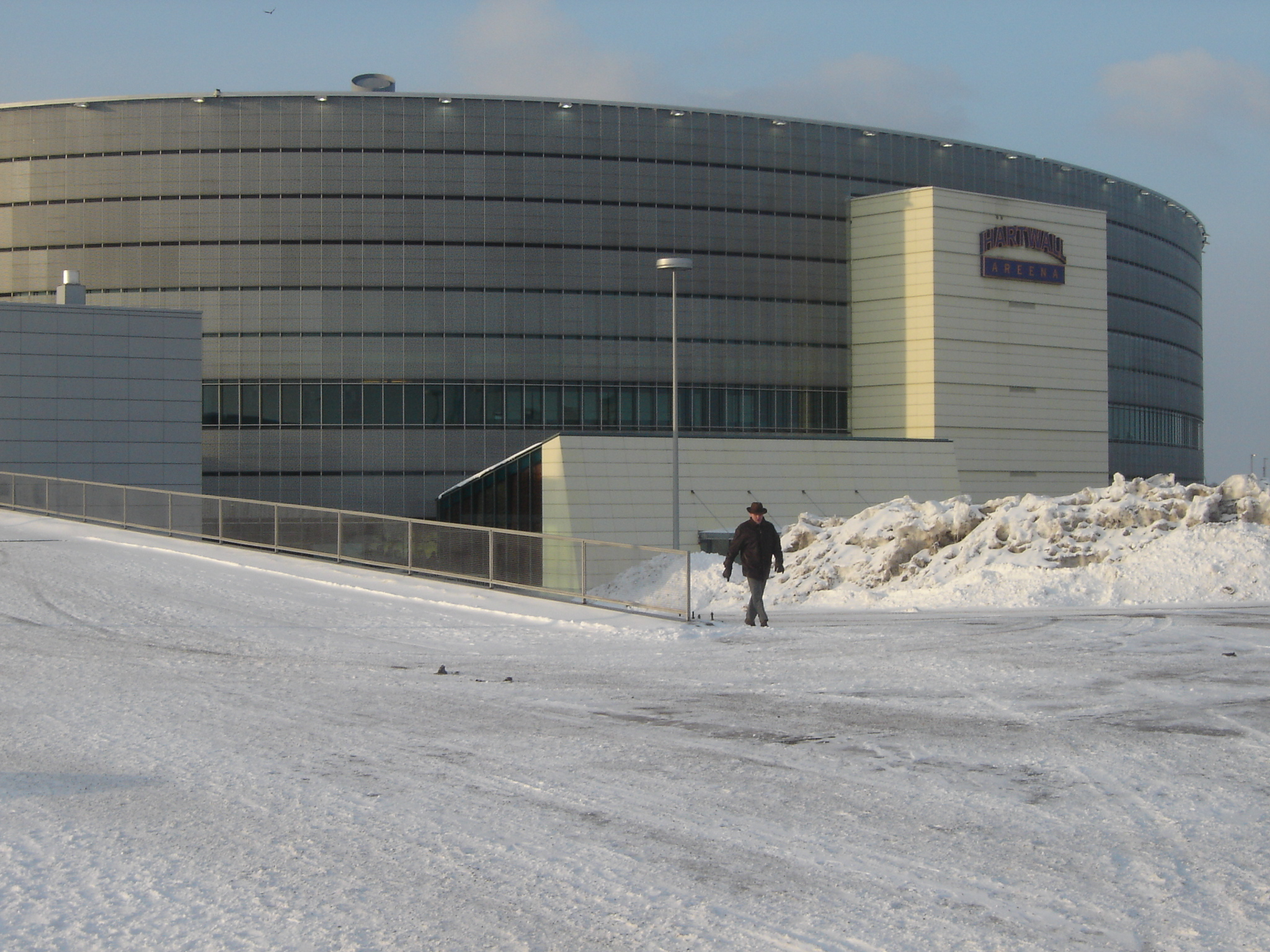
A Arena Hartwall no inverno

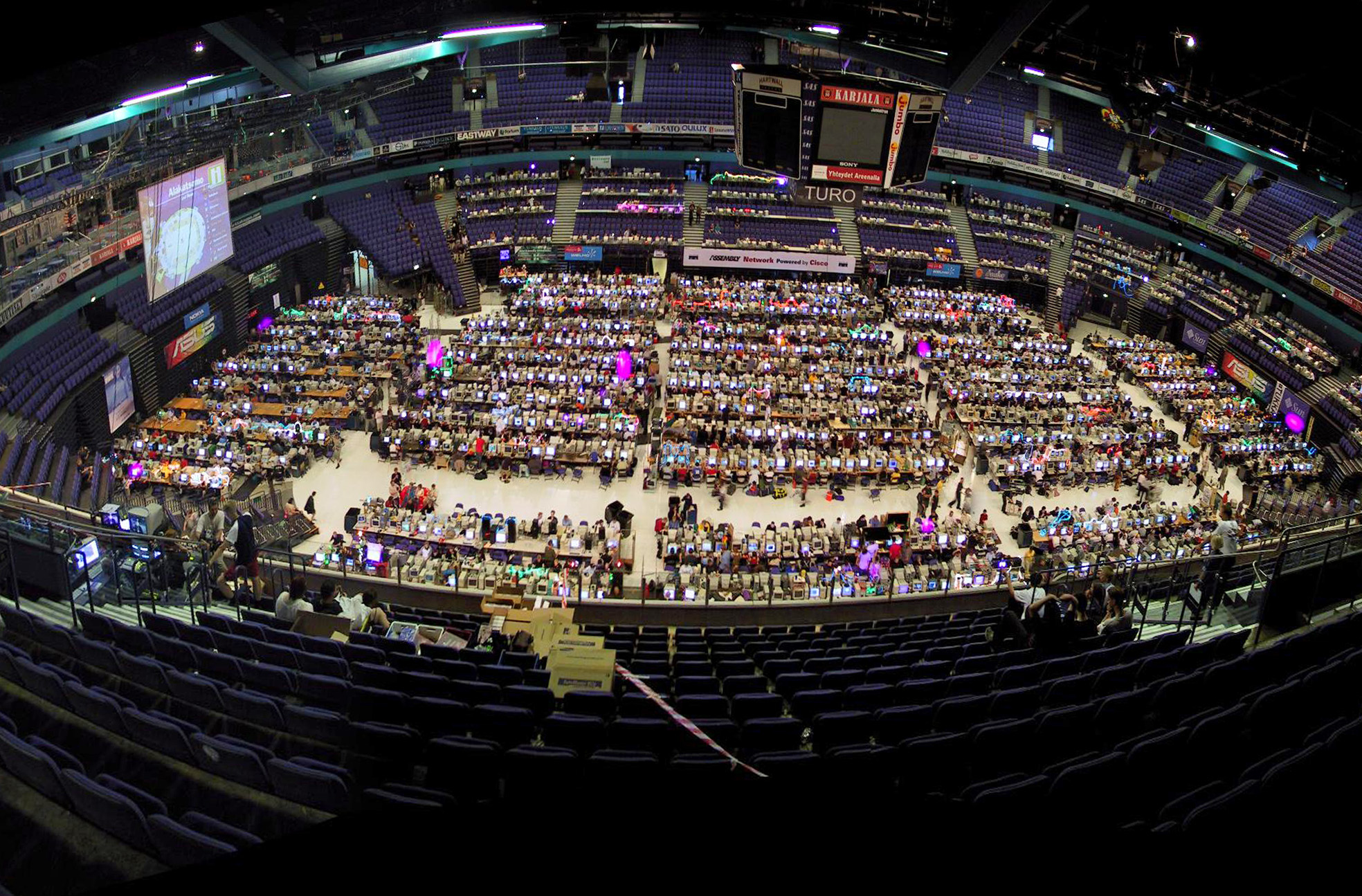
Vista panorâmica do ringue durante a demoparty e LAN party Assembly de 2002.

Helsinki Halli (anteriormente chamada de Hartwall Areena e frequentemente chamada pela imprensa finlandesa de Helsingin Areena, "Arena de Helsínquia") é uma grande arena multifuncional localizada em Pasila, Helsínquia, Finlândia.
 A ideia da construção da arena veio de Harry Harkimo em 1994.
 O recinto foi construído para o Campeonato Mundial de Hóquei no Gelo de 1997, e foi entregue pelo construtor em 11 de abril de 1997.
A construção é redonda, 133 metros de comprimento e 103 metros diâmetro.
A capacidade total nos jogos de hóquei de gelo é 13.464 (todos os assentos). A arena é convertível para vários eventos. Para atléticos, a capacidade é cerca de 10.000, para shows aproximadamente 12.000, e como anfiteatro 3.000-5.000. Está conectado com estacionamento, com capacidade total para 1.421 veículos.
Hartwall Areena é a casa do time de hóquei no gelo Jokerit.

## Eventos
Alguns dos principais eventos ocoridos no Hartwall Areena.

### Shows
- The Beach Boys;
- Aerosmith;
- Guns N Roses;
- Britney Spears com a The Circus Starring: Britney Spears.
- Luciano Pavarotti;
- Eric Clapton;
- Kiss;
- Spice Girls;
- Tapani Kansa;
- Bob Dylan;
- Neil Young;
- Elton John;
- David Bowie;
- The Eagles;
- AC/DC;
- Robbie Williams;
- Rammstein;
- Nightwish no qual gravou o DVD ao vivo End of an Era em 21 de Outubro de 2005;
- Iron Maiden;
- Shakira;
- Rush;
- The Who;
- Ozzy Osbourne;
- Lady Gaga com a The Born This Way Ball;
- Miley Cyrus esgotou os ingressos para sua Bangerz Tour em Maio de 2014
- Festival Eurovisão da Canção 2007[2] (no dia 10 de Maio de 2007 a Semifinal e no dia 12 de Maio de 2007 a Final)
- WWE três vezes.

### Esportes
- Ice Hockey World Championships,
- World Figure Skating Championships,
- Karting,
- World Cup of Hockey,
- NHL Challenge,
- Monster Jam

### Peças de teatro e musicais
- Riverdance;
- Jesus Christ Superstar;
- Chess;
- Cats;
- Les Misérables;
- Saturday Night Fever;
- David Copperfield.